# 沃德城堡
沃德城堡（英語：Castle Ward）是一座位於北愛爾蘭唐郡靠近斯特兰福德的18世紀城堡，現由英國國民信託擁有，城堡及它的332公頃（820英畝）花園對外開放。城堡擁有強化臺屋，維多利亞式洗衣房，劇院，餐廳，商店，鋸木廠和玉米廠。

## 特色
城堡最大特色是其雙面設計，代表著班戈子爵與他的妻子安·布莱（Ann Bligh）不同的風格。正門入口風格是帕拉第奧式建築，有圓柱支撐著它他三角楣饰，建築物背面風格則是哥德復興式建築。雙面設計不單止是外觀，內部也一樣沿用雙面設計，雙面設計在城堡中央分隔。

## 外部連結
- 沃德城堡 （页面存档备份，存于） - 國民信託官網